# Feliksas Palubinskas
Feliksas Palubinskas (*  15. März 1935 in Baganskai bei Kazlų Rūda) ist ein litauischer  Politiker, Mitglied im Seimas, Parlamentsvizepräsident.

## Leben
Er besuchte die Grundschule Garankščiai und absolvierte das litauische Gymnasium Kempten in USA.  1957 absolvierte er das Bachelorstudium an der DePaul University und 1959 das Masterstudium des  Managements. 1964 promovierte er in Marketing an der  University of Illinois.
1992 kehrte er zurück nach Litauen und arbeitete ehrenamtlich an der Lietuvių katalikų mokslo akademija. Von 1996 bis 2000 war er Mitglied im Seimas, stellvertretender Vorsitzender des Seimas.
Von 1996 bis 2000 war er Vorstandsmitglied von Lietuvos krikščionių demokratų partija (LKDP), ab 2000 Mitglied der Moderniųjų krikščionių demokratų sąjunga (MKDS).
Er ist verheiratet und mit Frau Saulė hat die Kinder Lina, Ginta, Kovas, Milda und Aidas.

## Ehrungen
- 1999: Ehrendoktor der Kauno technologijos universitetas